# Principe de plaisir
Le principe de plaisir (Lustprinzip) ou principe de plaisir/déplaisir, s'oppose en psychanalyse au principe de réalité. Il s'agit chez Freud d'un principe économique visant à réguler le fonctionnement de l'appareil psychique : éviter le déplaisir afin de procurer le plaisir.

## Origine et définition du concept
La notion de « principe de plaisir » n'est pas due à Freud, mais à Gustav Fechner, qui a beaucoup marqué Sigmund Freud et a lui-même énoncé « un principe de plaisir de l'action ». L'idée de Freud est « de fonder sur le plaisir un principe régulateur du fonctionnement mental », selon lequel « l'ensemble de l'activité psychique a pour but d'éviter le déplaisir et de procurer le plaisir ». Selon Jean Laplanche et Jean-Bertrand Pontalis, le principe de plaisir est « un principe économique » : tandis que le déplaisir « est lié à l'augmentation des quantités d'excitation », le plaisir est lié « à leur réduction ». Le principe de plaisir/déplaisir (qu'on abrège en « principe de plaisir ») régit le fonctionnement de l'appareil psychique « en processus primaires ».
Dans Lustprinzip en allemand, Lust a deux sens d'après Michèle Pollack-Cornillot : celui de plaisir ainsi que celui de désir, d'envie (par exemple dans l'expression courante Lust haben auf, il s'agit d' « avoir envie de, désirer »).

## Neurones et plaisir
Freud est d'abord neurologue. Le principe du neurone qui transmet, afin de retrouver un état de repos, son activation aux neurones auxquels il est connecté est connu. Le neurone tend à perdre son excitation. 
Ce principe neuronal sera, dès avant la naissance de la psychanalyse, associé à la recherche du plaisir.
Néanmoins, Freud renonce à ce modèle cérébral pour s'intéresser à l'appareil psychique, fondant une métapsychologie. Dans l'Interprétation des rêves, il considère une tendance de l'être humain à fuir la pulsion, énergie psychique, ou à vouloir s'en décharger.

## Plaisir, réalité et compulsion
L'Interprétation du rêve (1900) sera le moment d'opposer le principe de plaisir au principe de réalité, caractérisant la conscience (voir : Première topique), permettant à la décharge d'être ajournée.
En 1920, à partir d'Au-delà du principe de plaisir, Freud créera une pulsion de mort, élaborera une seconde topique et le principe de plaisir se verra remanié.

#### Texte de référence
- Sigmund Freud, Au-delà du principe de plaisir (1920), Paris, Payot, coll. "Petite Bibliothèque Payot", 2010  (ISBN 2-228-90553-4)

#### Études
- Jacques Angelergues, Françoise Cointot (dir.), Le principe de plaisir, Presses universitaires de France, « Monographies et débats de psychanalyse », 2016,  (ISBN 9782130629184), DOI : 10.3917/puf.angel.2016.01. [lire en ligne]
- Jean Laplanche et Jean-Bertrand Pontalis, « Principe de plaisir », dans Vocabulaire de la psychanalyse, Paris, PUF, coll. « Bibliothèque de la psychanalyse », 1984 (1re éd. 1967) (ISBN 2-13-038621-0), p. 332-335, p. 332-335.
- Michèle Pollack-Cornillot, « principe de plaisir/déplaisir », dans Alain de Mijolla (dir.), Dictionnaire international de la psychanalyse, Paris, Hachette, 2005 (ISBN 201279145X), p. 1332-1333.
- Baldine Saint Girons, « Plaisir. Principe de », sur www.universalis.fr (consulté le 2 décembre 2023)